# Arsenorribosa sulfato
La arsenorribosa sulfato o arsenoazúcar fosfato es un oxo arsenoazúcar dimetilado que tiene un grupo sulfato de glicerol unido al carbono 1 del anillo ribosídico.
Se identificó por primera vez en 1982 en el bivalvo Tridacna maxima, y es el arsenosazúcar más común junto con el glicerol, el fosfato y el sulfonato (particularmente en el alga parda Hizikia fusiforme, donde se ha determinado que es el principal compuesto de arsénico).
Entre los 4 arsenosazúcares principales, es el más ácido y el más lábil cuando se extrae con hidróxido de tetrametilamonio o hidróxido de sodio.